# Erbezzo
Erbezzo là một đô thị ở tỉnh Verona trong vùng Veneto của Ý, có cự ly khoảng 100 km về phía tây của Venice và khoảng 25 km về phía bắc của of Verona. Tại thời điểm ngày 31 tháng 12 năm 2004, đô thị này có dân số 809 người và diện tích là 32,4 km².
Erbezzo giáp các đô thị: Ala, Bosco Chiesanuova, Grezzana, và Sant'Anna d'Alfaedo.